# Erebia ocellatus
Erebia ocellatus är en fjärilsart som beskrevs av Johann August Ephraim Goeze 1799. Erebia ocellatus ingår i släktet Erebia och familjen praktfjärilar. Inga underarter finns listade i Catalogue of Life.